# یونکرس یو ۲۹۰
یونکرس یو ۲۹۰ (به آلمانی: Junkers Ju 290) یک هواگرد چهارموتوره ساخت شرکت یونکرس در آلمان بود که اواخر جنگ جهانی دوم، بر مبنای یونکرس یو ۹۰، به عنوان هواگرد ترابری، شناسایی و بمب‌افکن دور برد برای لوفت‌وافه طراحی شد.

## طراحی و استفاده

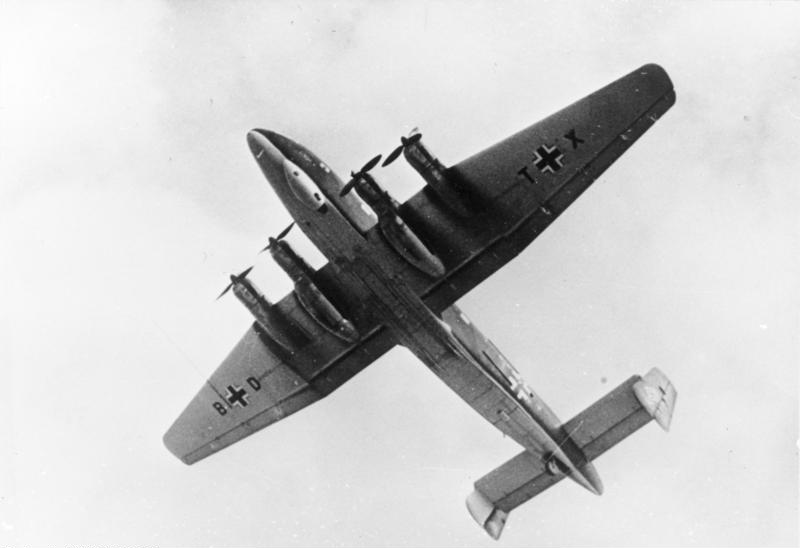
یونکرس یو ۲۹۰ از نمای زیر

یونکرس یو ۲۹۰ نمونه توسعه‌یافته‌ای از یو ۹۰ بود. پیش‌نمونه که سال ۱۹۴۱ به پرواز درآمد، با تغییر موتور یو ۹۰فاو-۷ پدید آمد. دو هواگرد نخست تولیدی از مدل یو ۲۹۰آ-۱ از گونه ترابری بودند. یو ۲۹۰ در این نقش می‌توانست ۴۰ نیرو را در خود حمل کند. بهار سال ۱۹۴۳ طراحی پایه به هواگرد شناسایی تغییر کرد تا جایگزین فوکه-وولف اف‌و ۲۰۰ شود. این هواگرد همچنین قابلیت ضدکشتی نیز داشت و می‌توانست یک جفت موشک هااس ۲۹۳ یا فریتس ایکس حمل کند. گفته می‌شود نسخه اصلاشده یو ۲۹۰ با ظرفیت سوخت بیشتر، اوایل سال ۱۹۴۴ چندین پرواز از اوکراین به منچوری تحت سلطه امپراتوری ژاپن، انجام داده‌است تا محموله‌های ویژه‌ای را برساند. مدل یو ۲۹۰ب به عنوان گونه بمب‌افکن ارتفاع بلند مطرح گشت اما تکمیل نشد.
مجموعاً ۵۰ فروند یو ۲۹۰ تحویل لوفت‌وافه شد.
یونکرس یو ۳۹۰ به عنوان بمب‌افکن برد بلند، بر مبنای یو ۲۹۰ طراحی شد.

## مشخصات فنی
یو ۲۹۰:
مشخصات عمومی
- خدمه: ۷ تا ۹ نفر
- طول: ۲۸٫۶۳ متر
- طول بال: ۴۲ متر
- ارتفاع: ۶٫۸۳ متر
- وزن بارگذاری‌شده: ۴۰٬۹۷۰ کیلوگرم

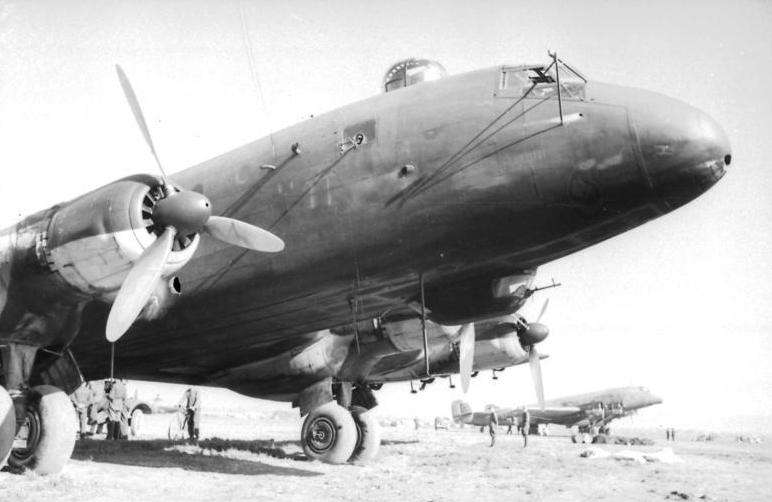

- نیرومحرکه: ۴ × موتور شعاعی ۱۴ سیلندر ب‌ام‌و ۸۰۱ال: هر یک ۱٬۶۰۰ اسب بخار

عملکرد
- حداکثر سرعت: ۴۳۹ کیلومتر بر ساعت در ۵٬۸۰۰ متری
- سقف پرواز: ۶٬۰۰۰ متر
- برد: ۶٬۱۵۰ کیلومتر

تسلیحات
- ۶ × توپ خودکار ۲۰ میلی‌متری
- ۱ × مسلسل ۷٫۹۲ میلی‌متری